# Edme Collot
Pour les articles homonymes, voir Collot.
Edme Collot est un homme politique français né le 23 juin 1808 à Bar-le-Duc (Meuse) et décédé le 11 juillet 1860 à Paris.

## Biographie
Propriétaire terrien, il est député de la Meuse de 1852 à 1860, siégeant dans la majorité soutenant le Second Empire.